# 曼哈顿海滩 (布鲁克林)
曼哈顿海滩（Manhattan Beach），美國纽约市布鲁克林居民区。南部和东部为大西洋，北到羊头湾，西到布莱顿海滩。该区传统上为意大利和 阿什肯納茲猶太人社区，但也拥有大量塞法迪犹太人和俄罗斯犹太移民。区内街道名称取自英国，是按照字母顺序从A到P （阿默斯特，博蒙特，柯勒律治，多佛，埃克塞特，法尔茅斯，直到Pembroke） 。
该地区得名于康尼岛东端的大西洋海滩，19世纪末长岛铁路老板奥斯汀科尔宾将其开发为一个度假胜地，其中一条街（“科尔宾坊”"Corbin Place" ）因他而得名。 。

## 参考

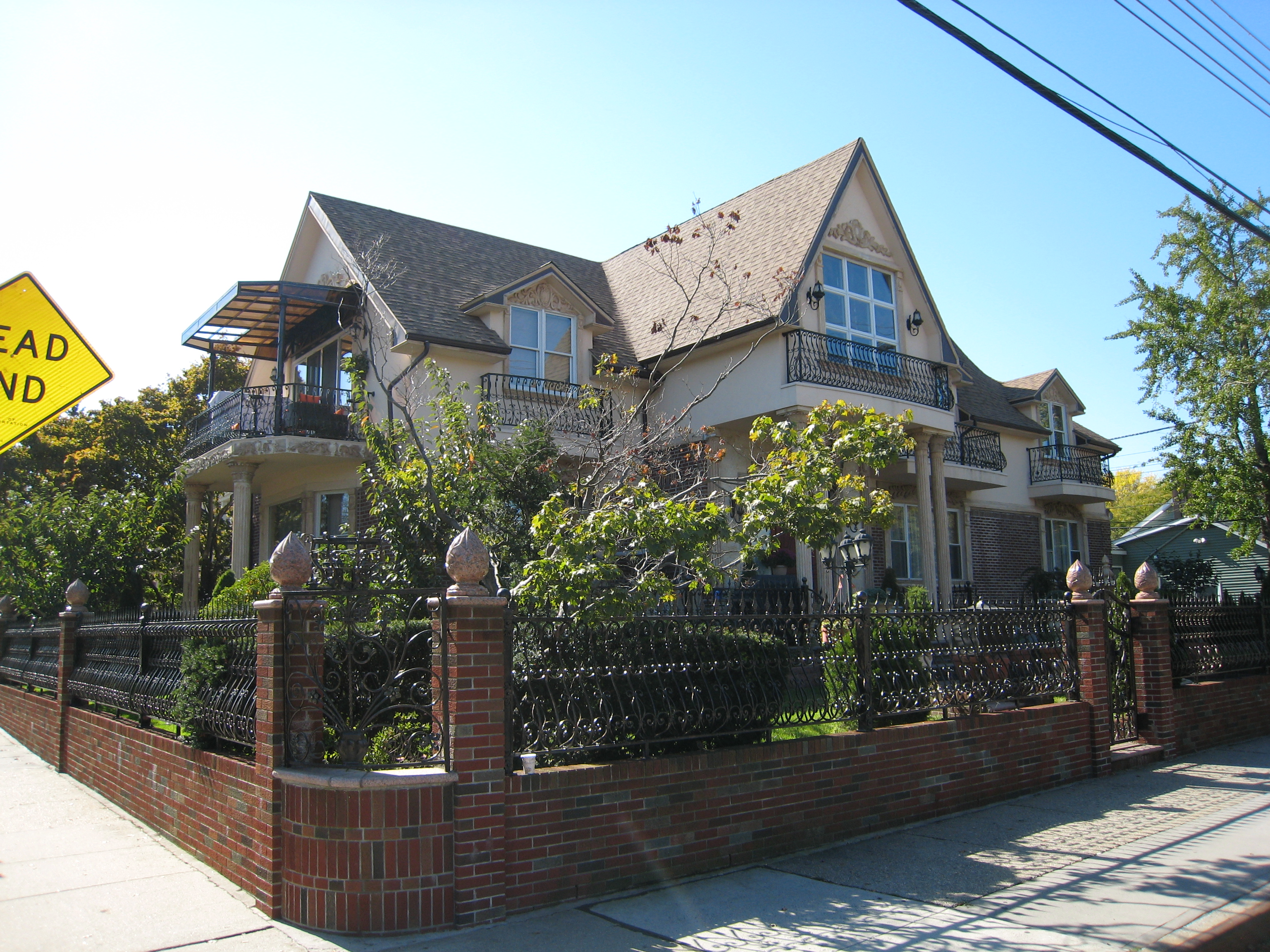
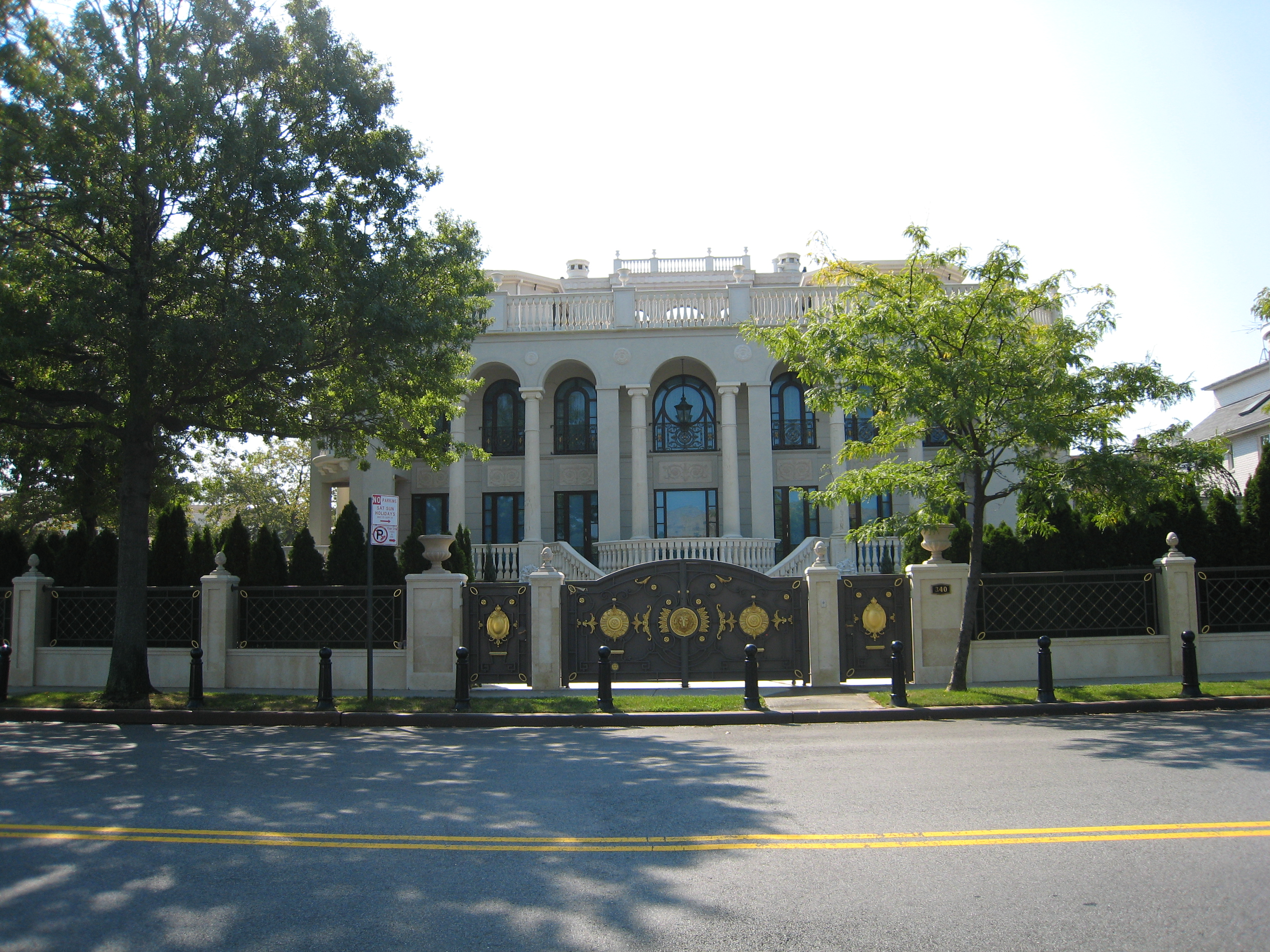
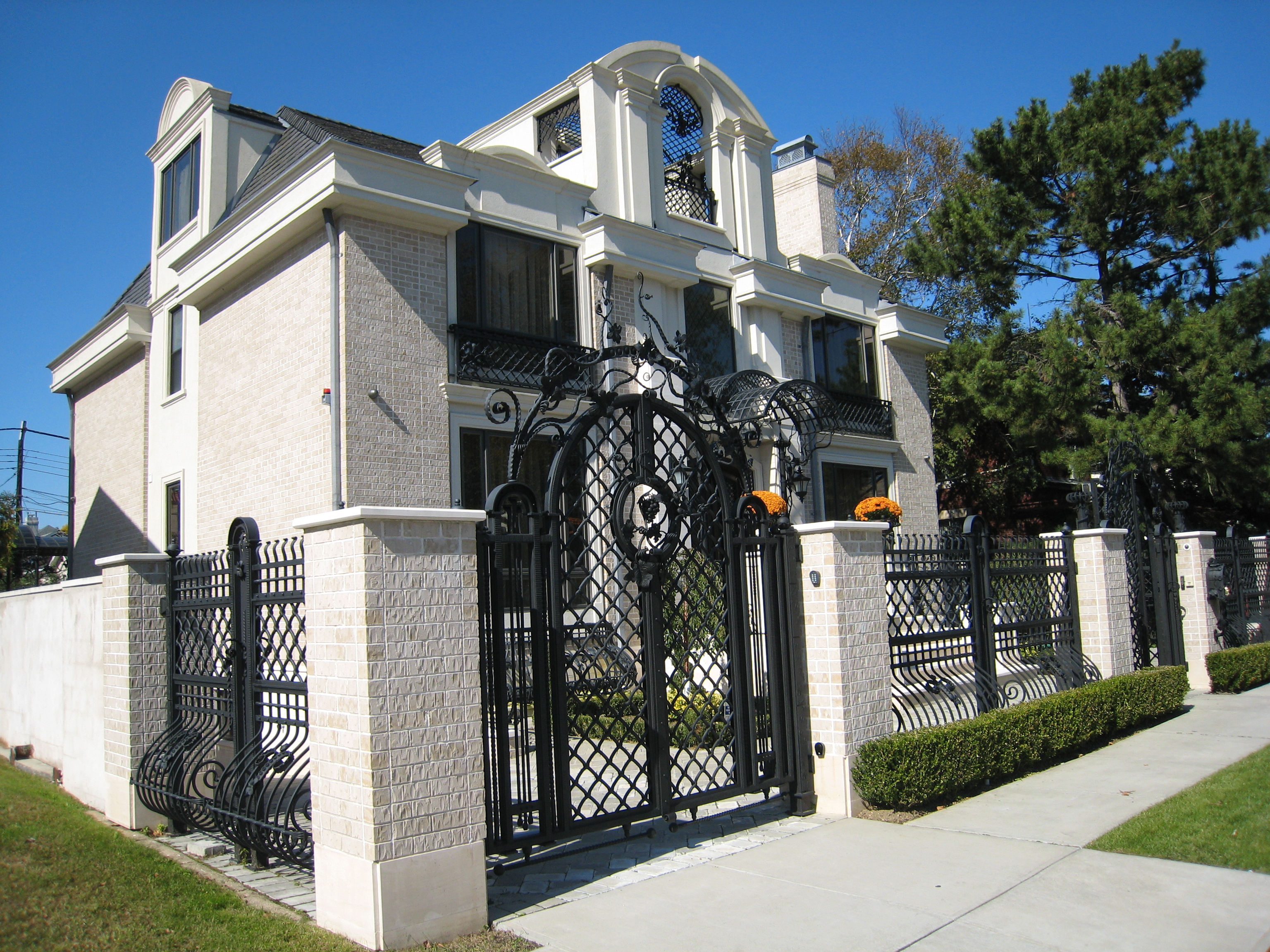
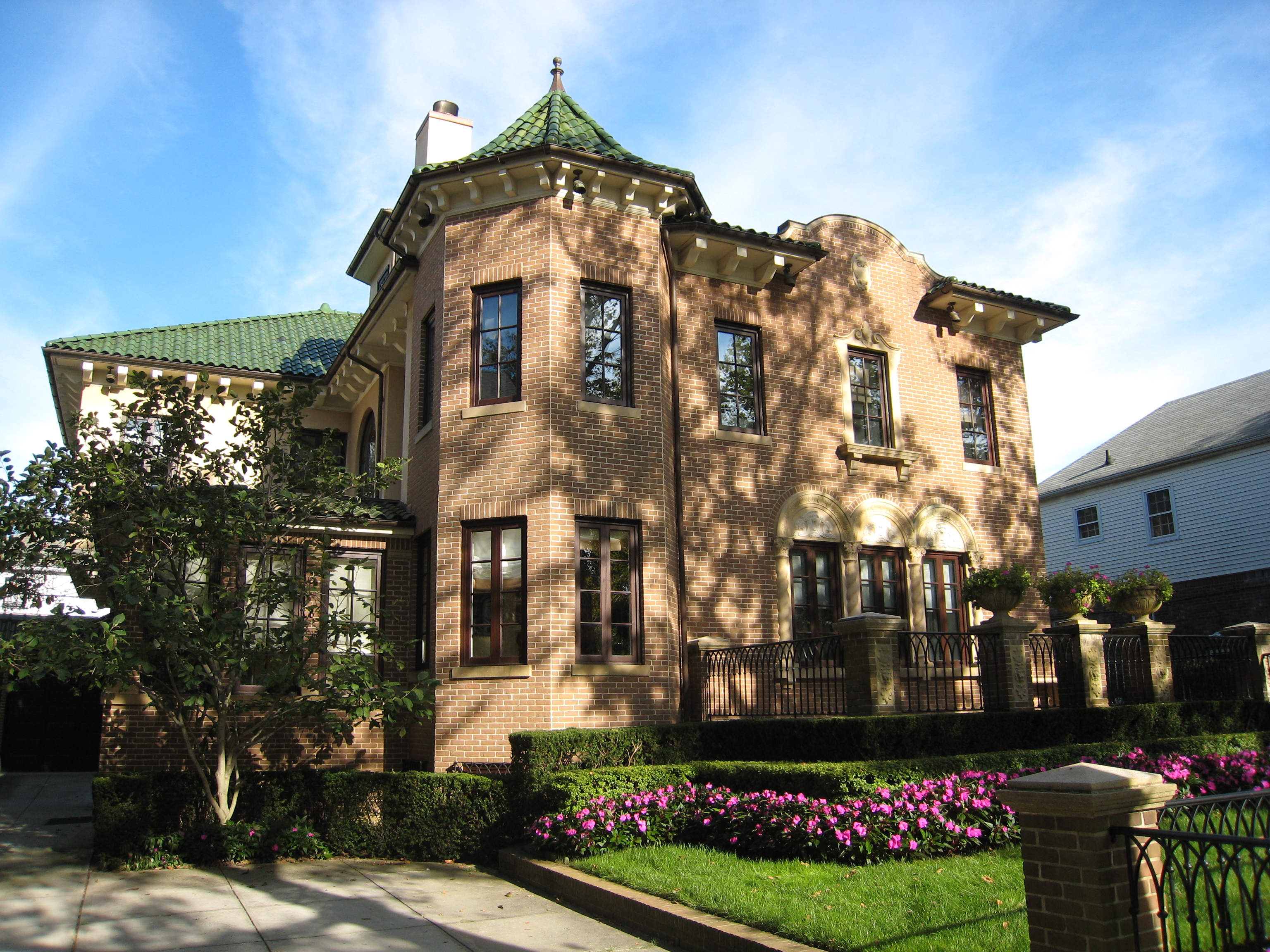
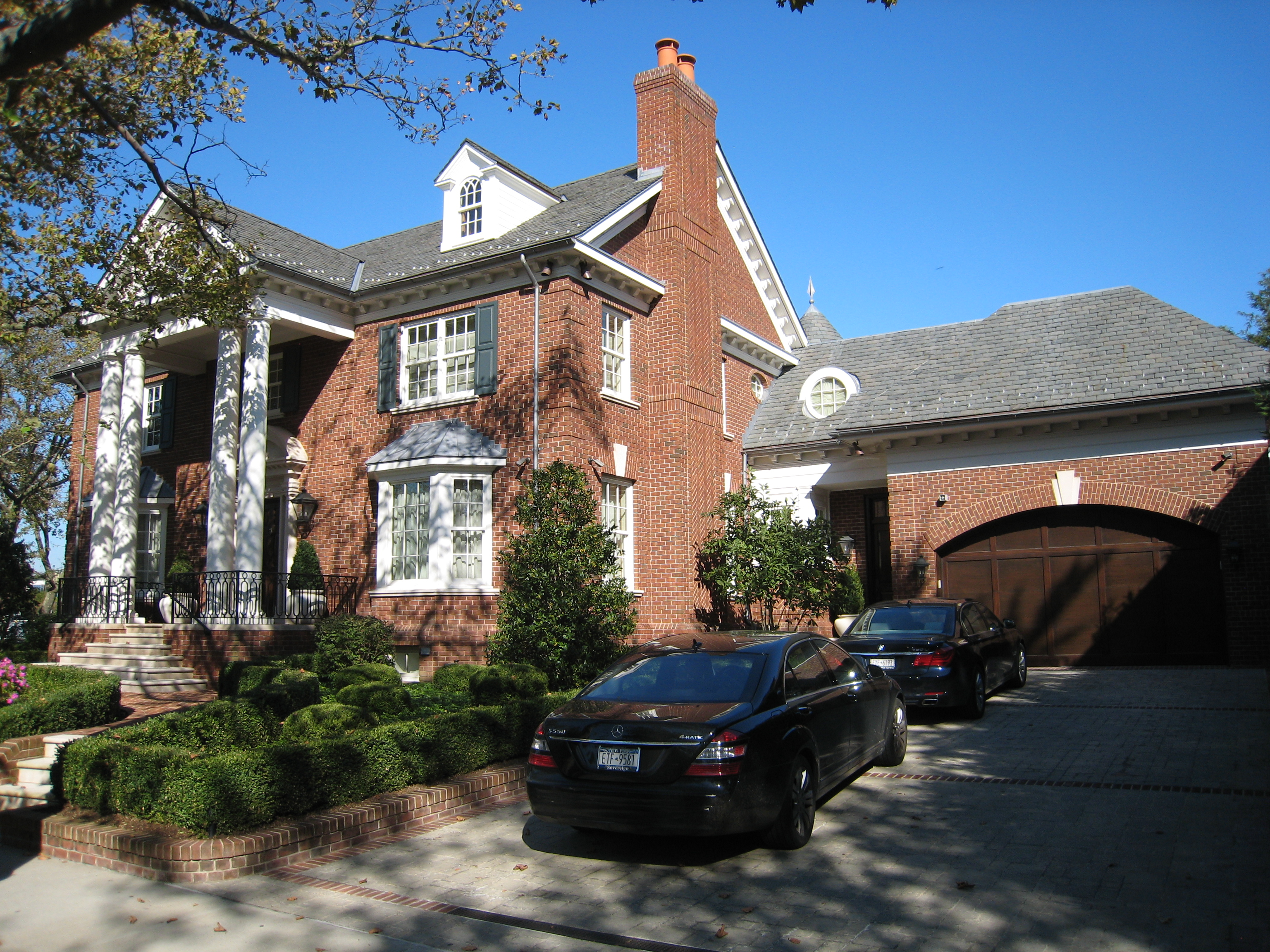
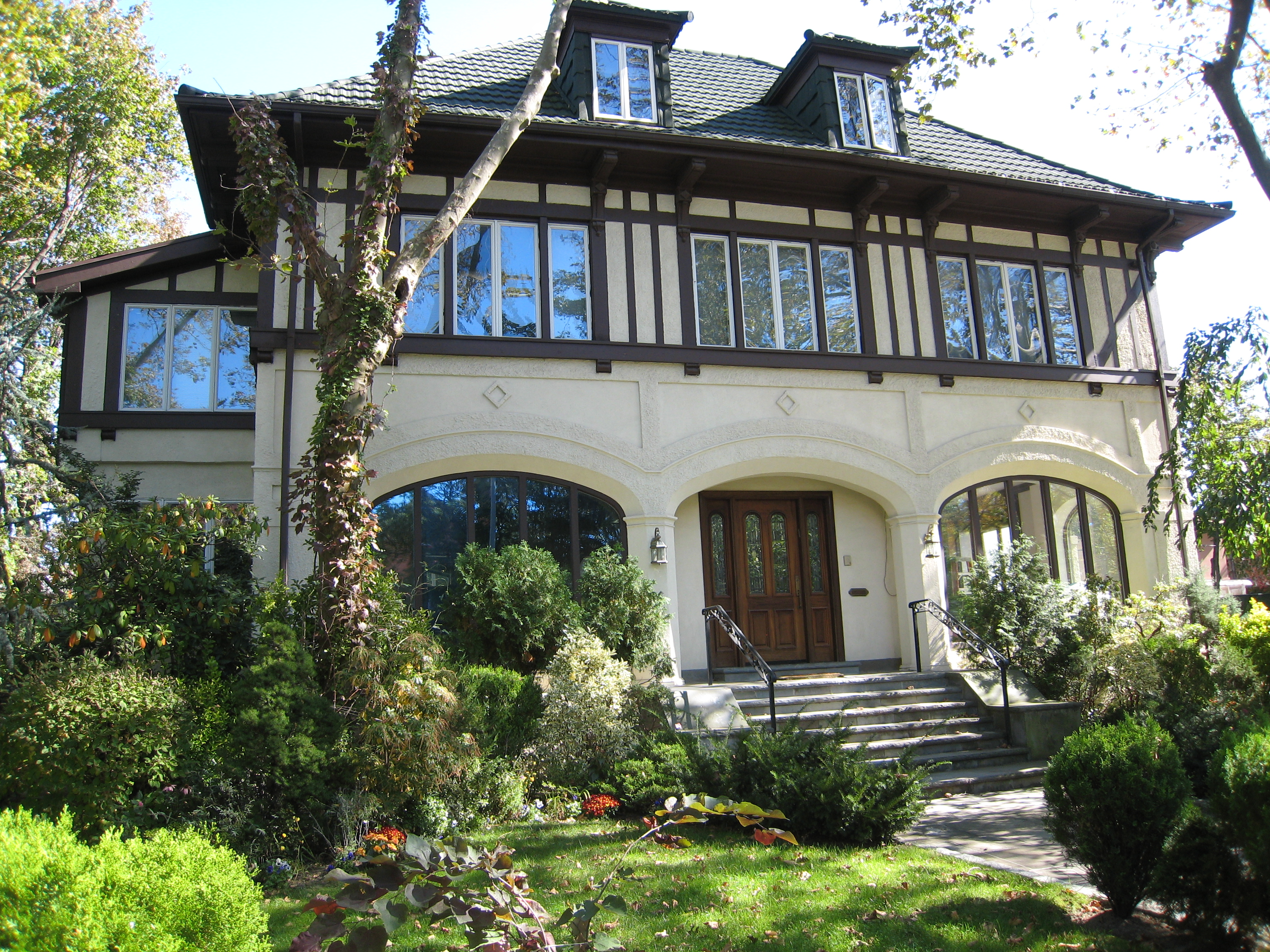
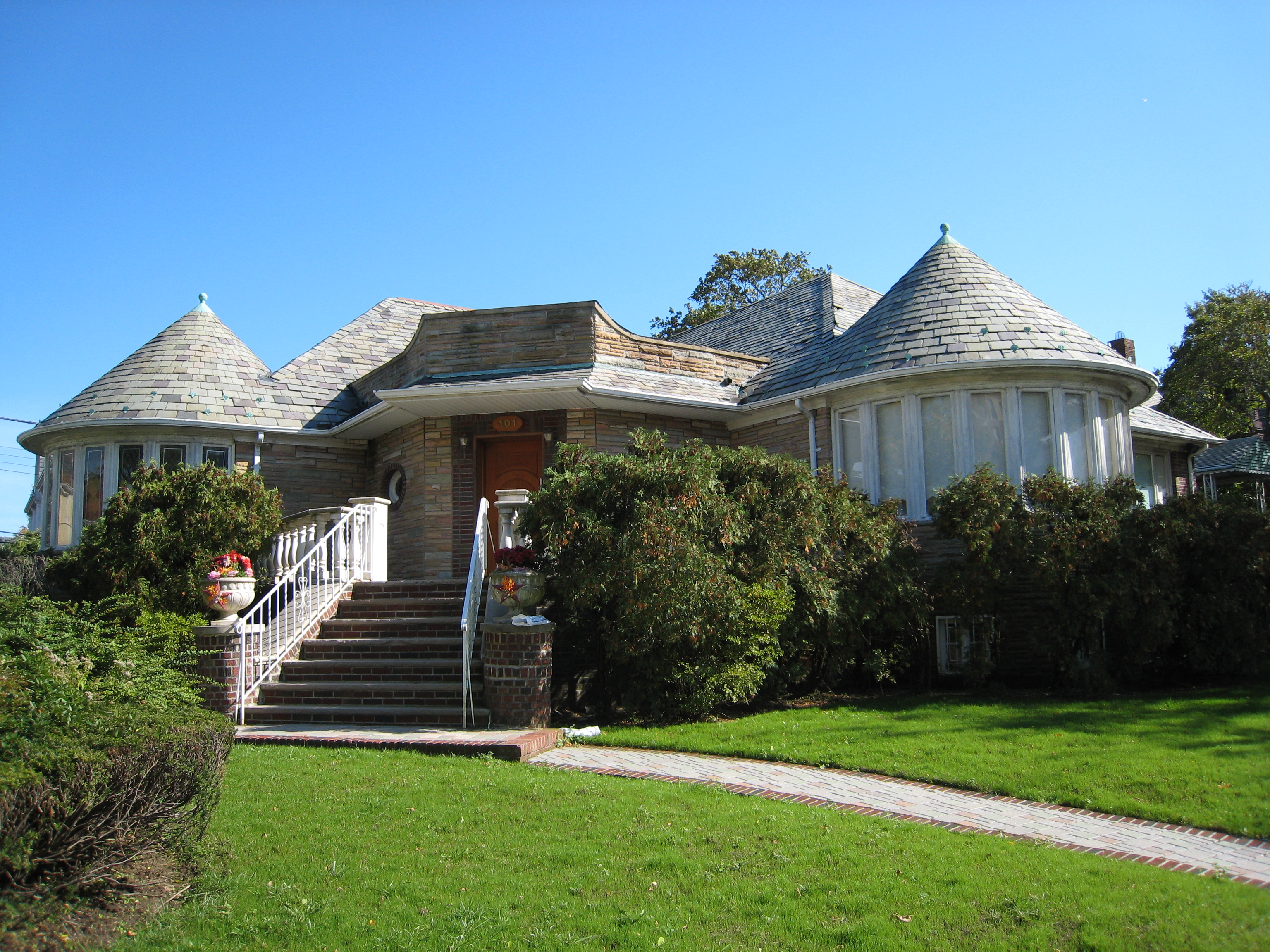
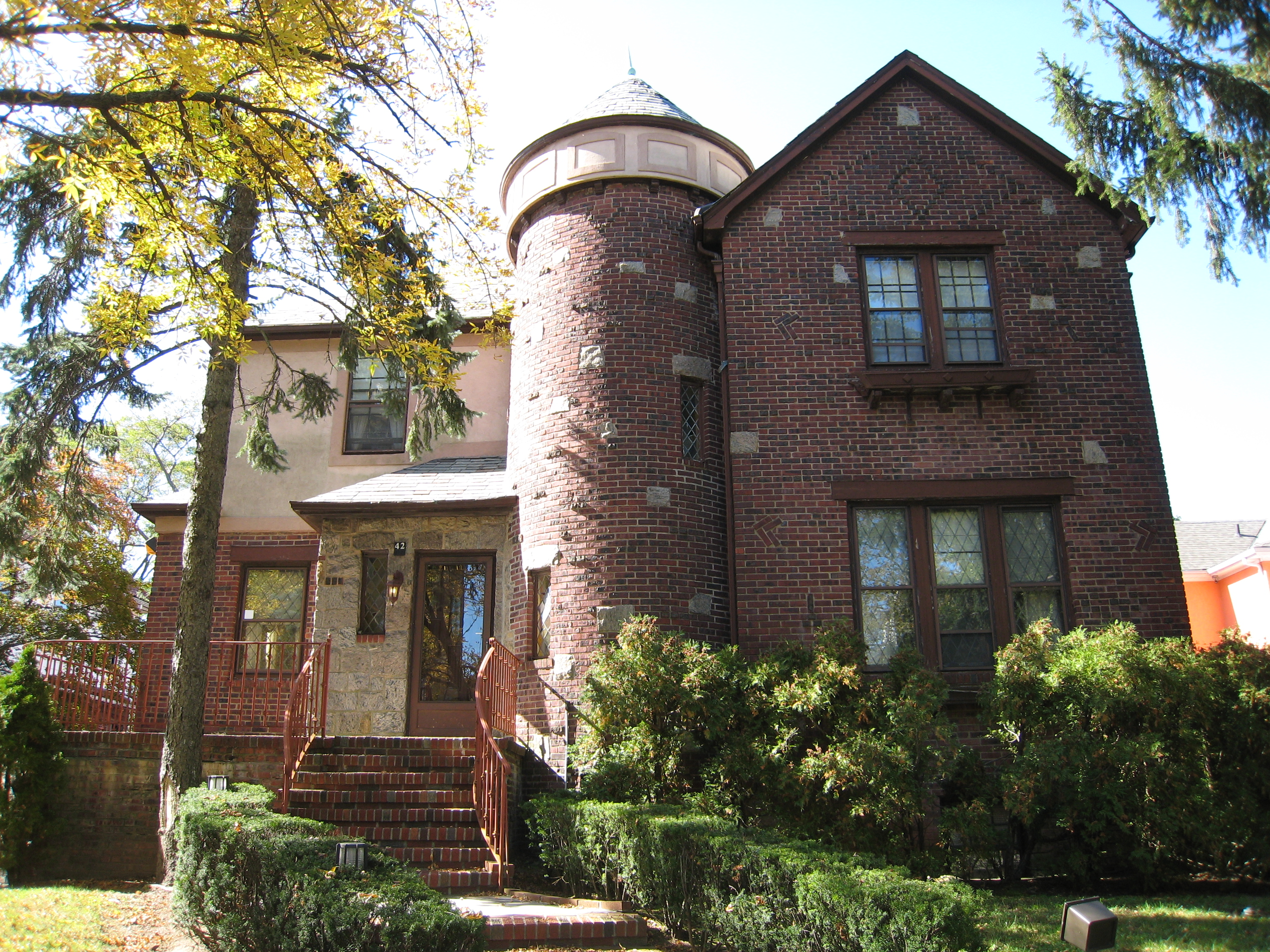
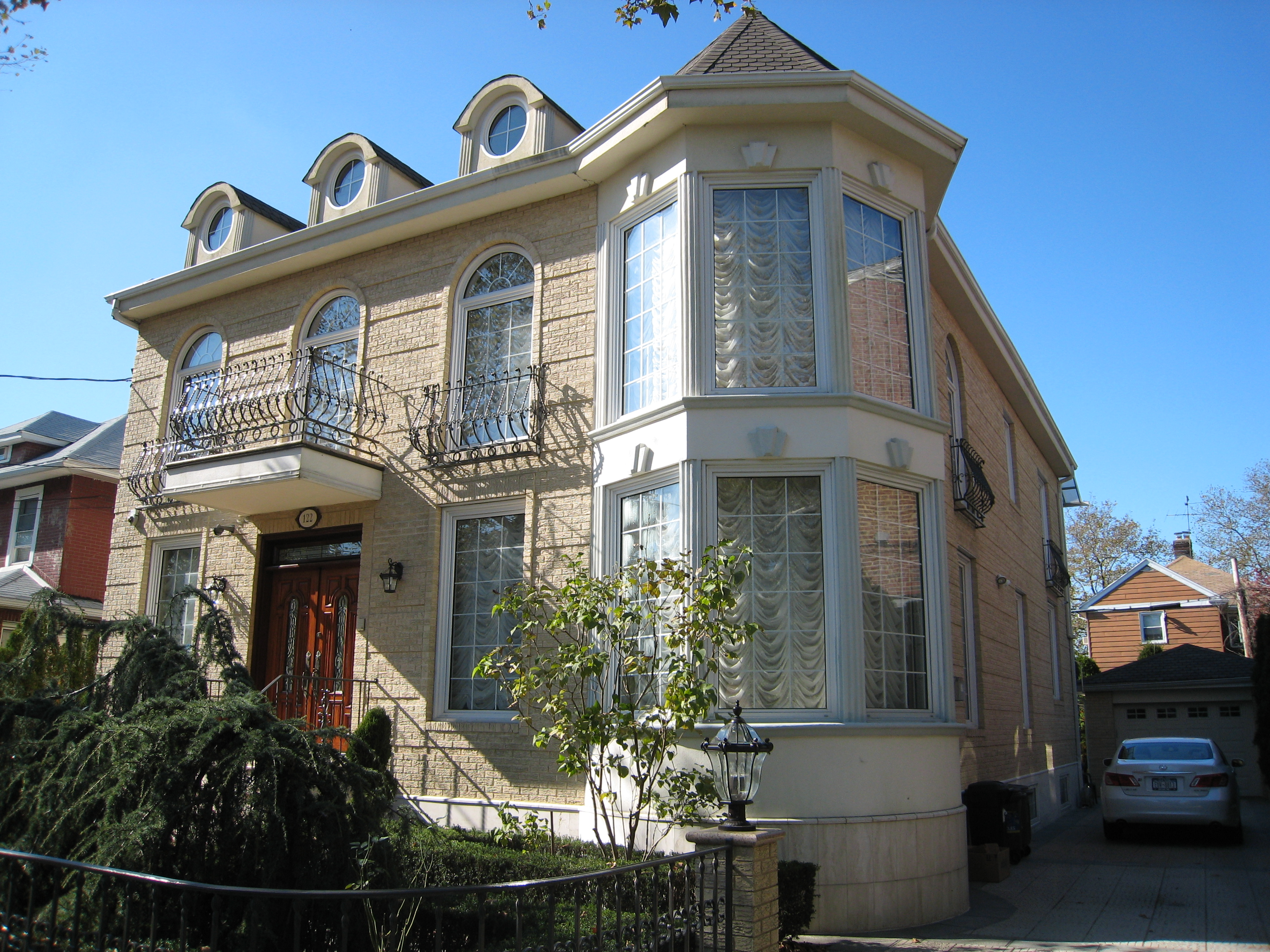
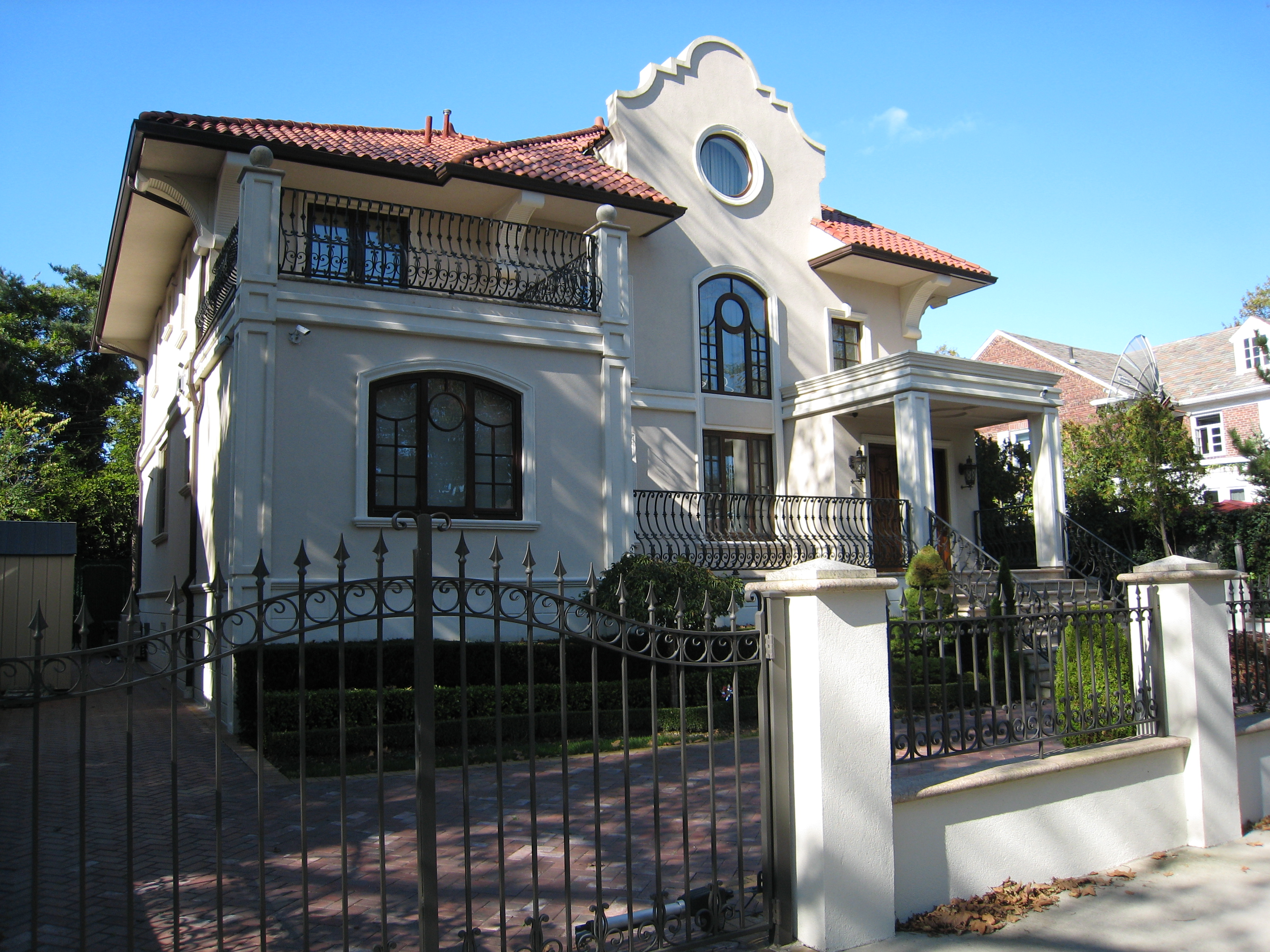
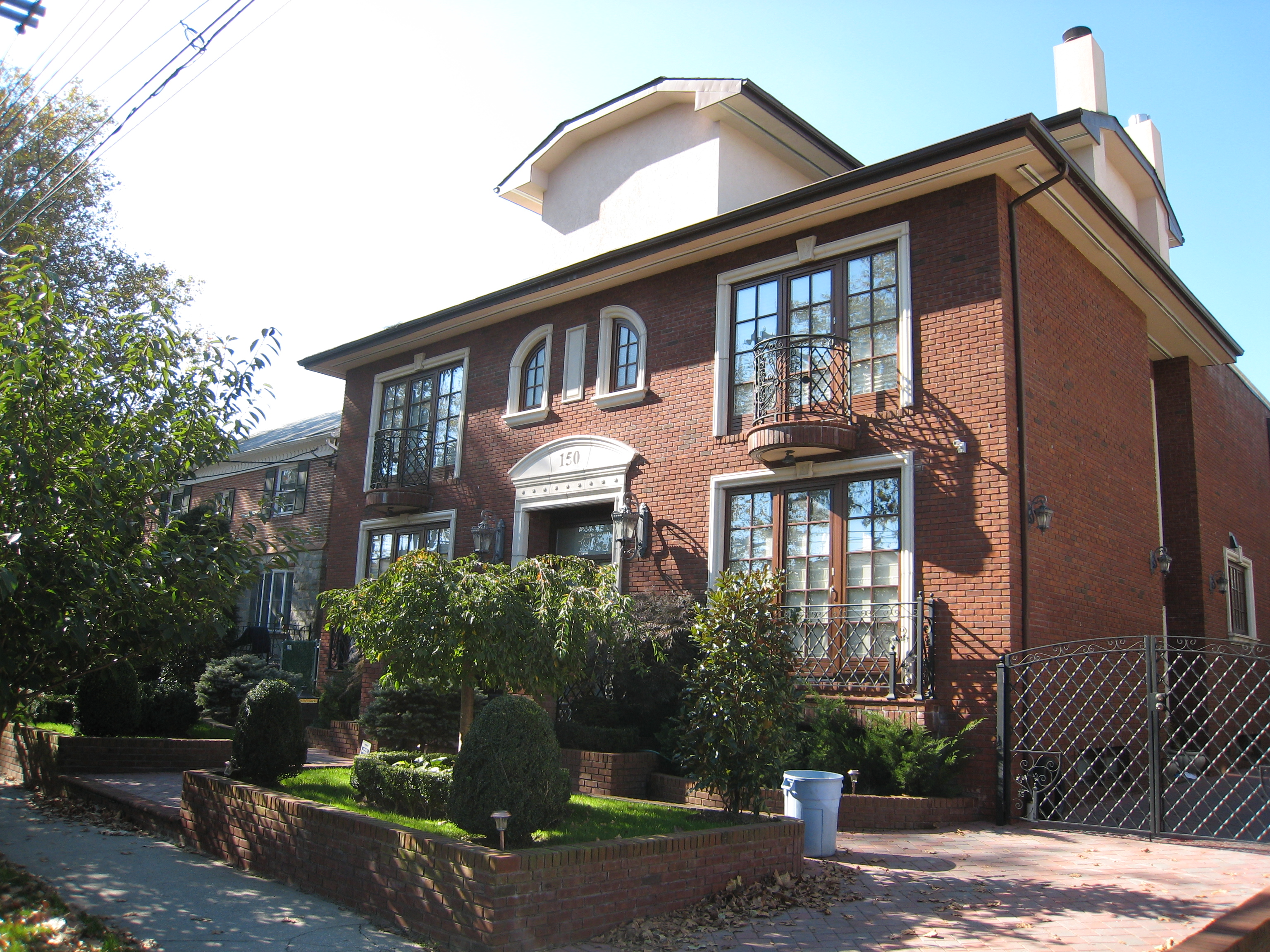
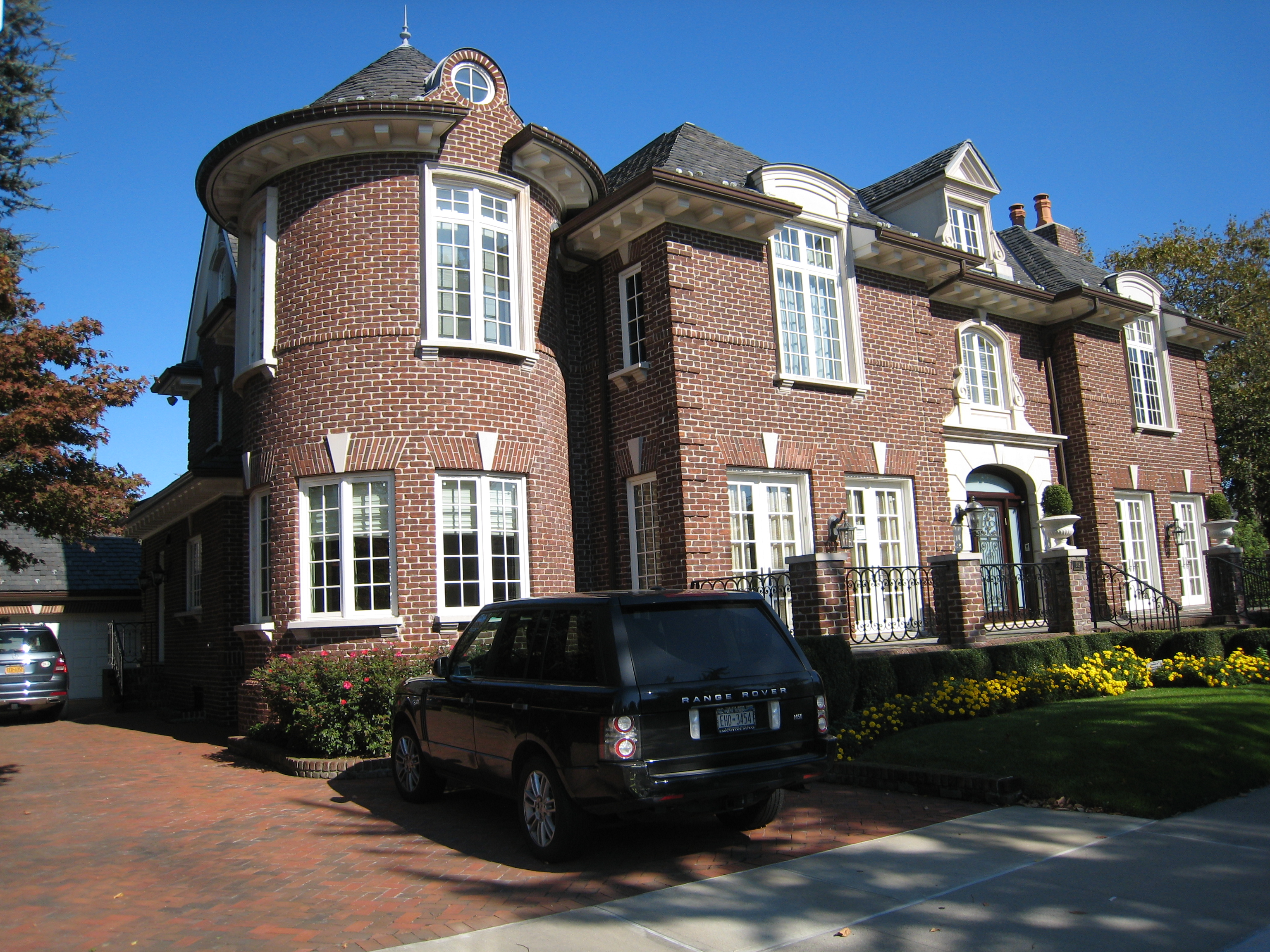
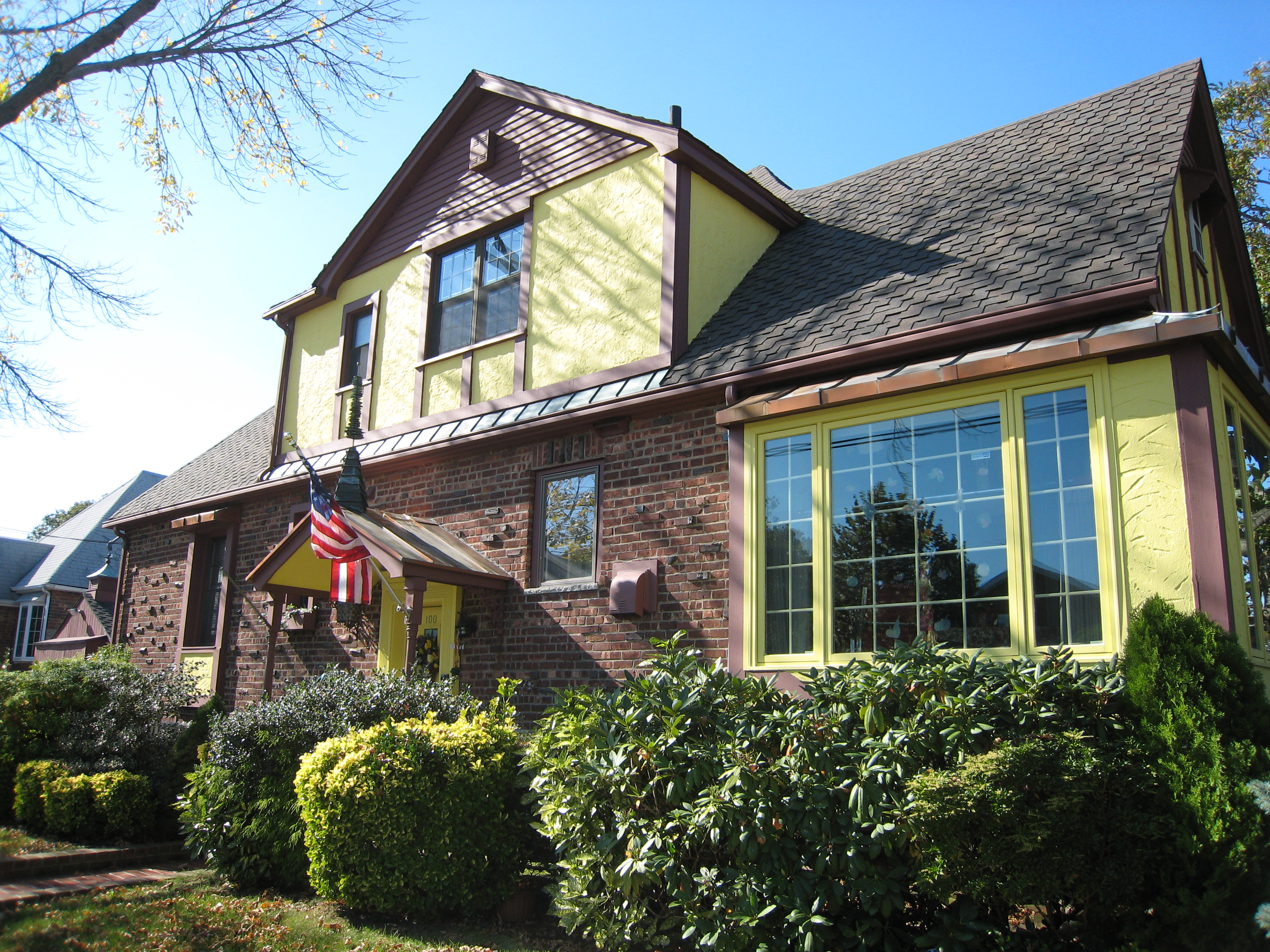
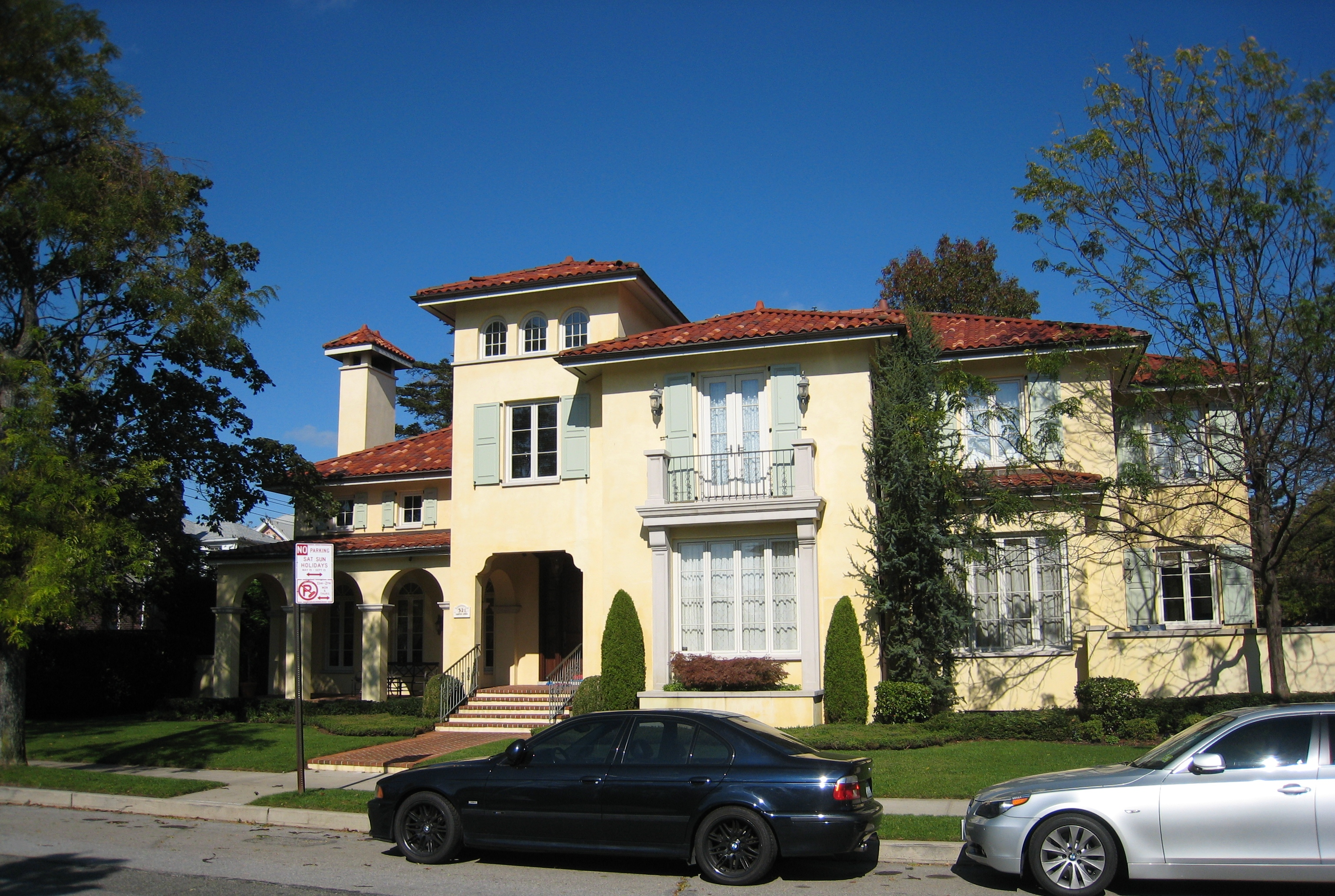
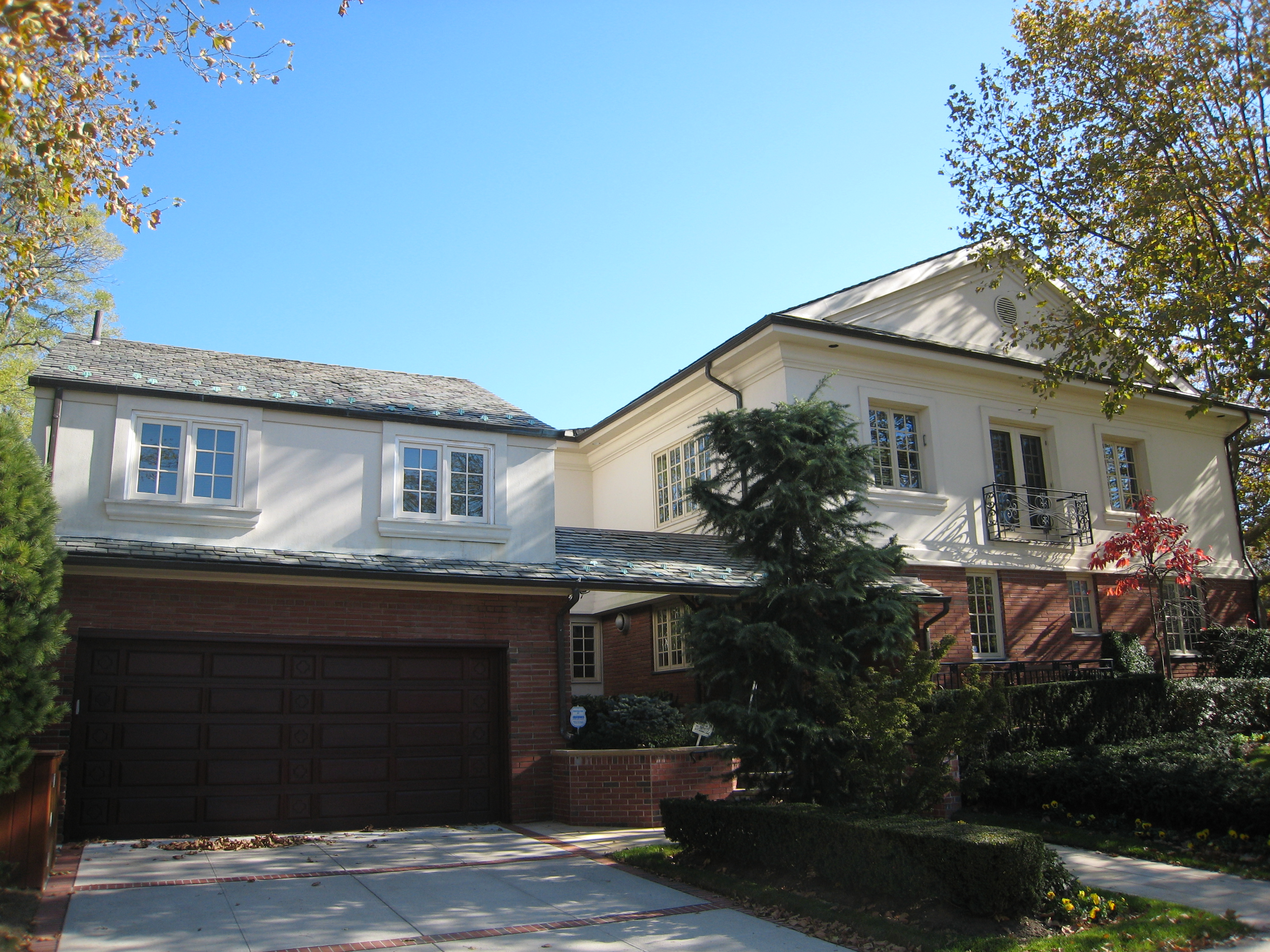
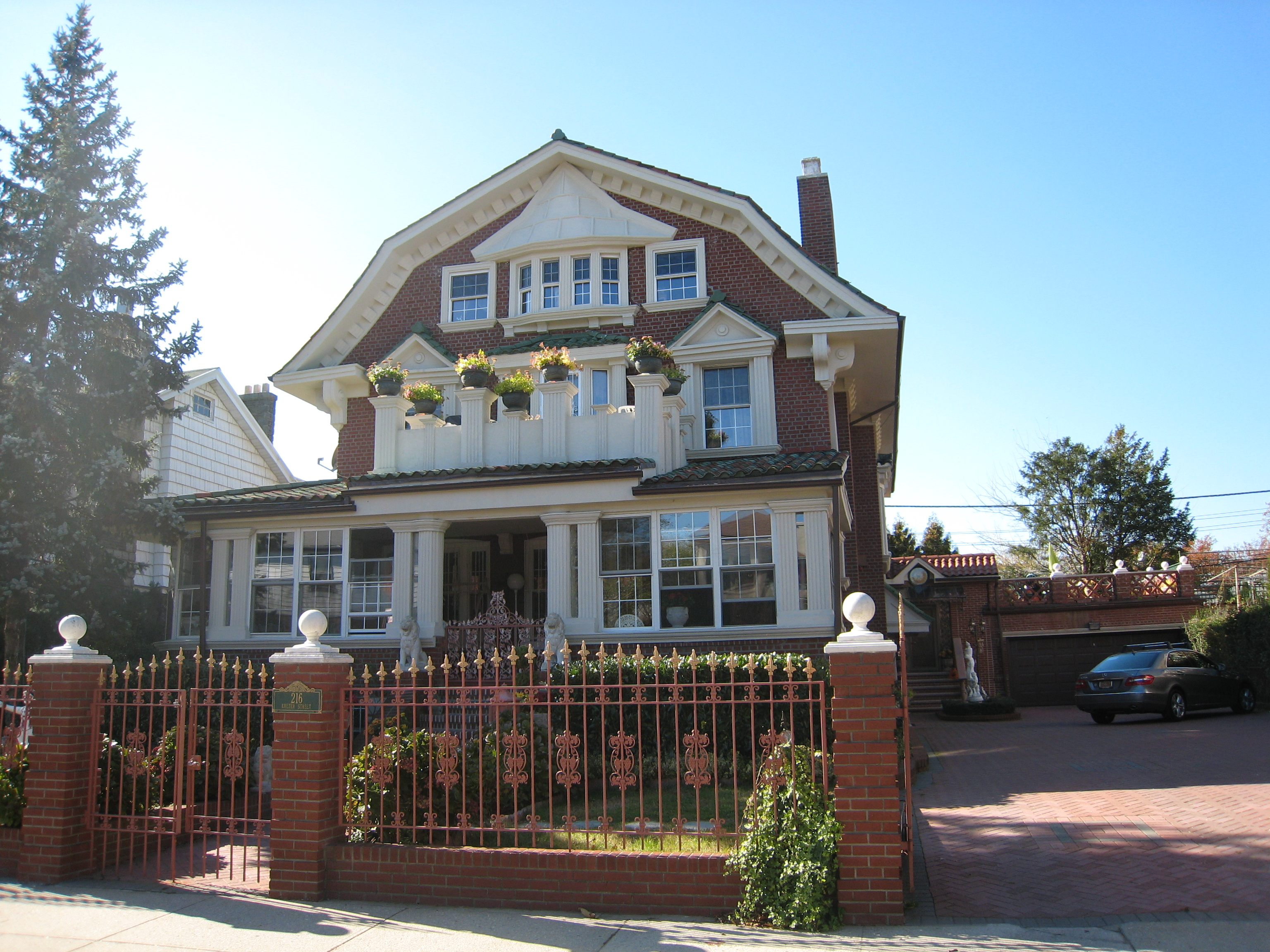
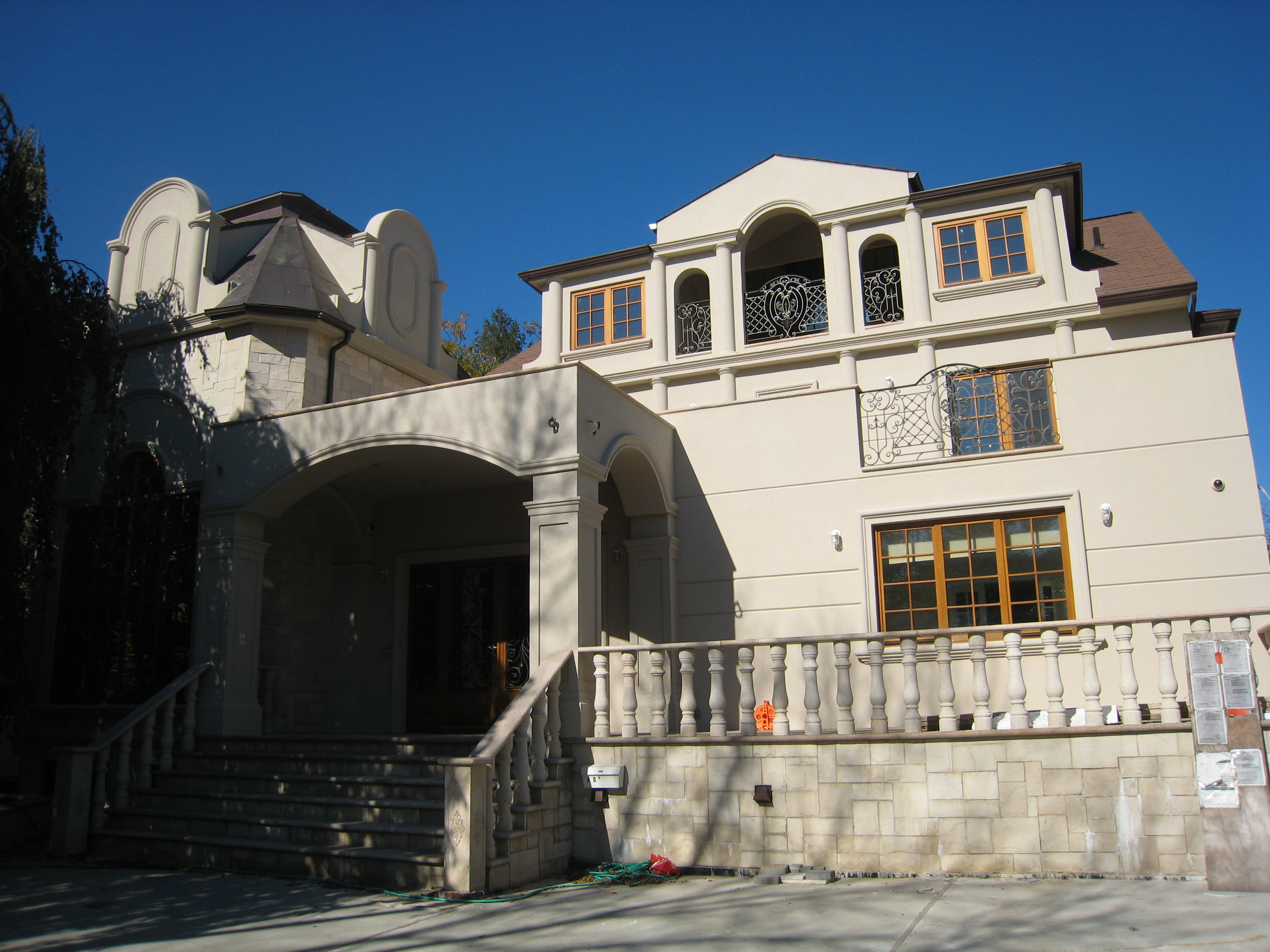
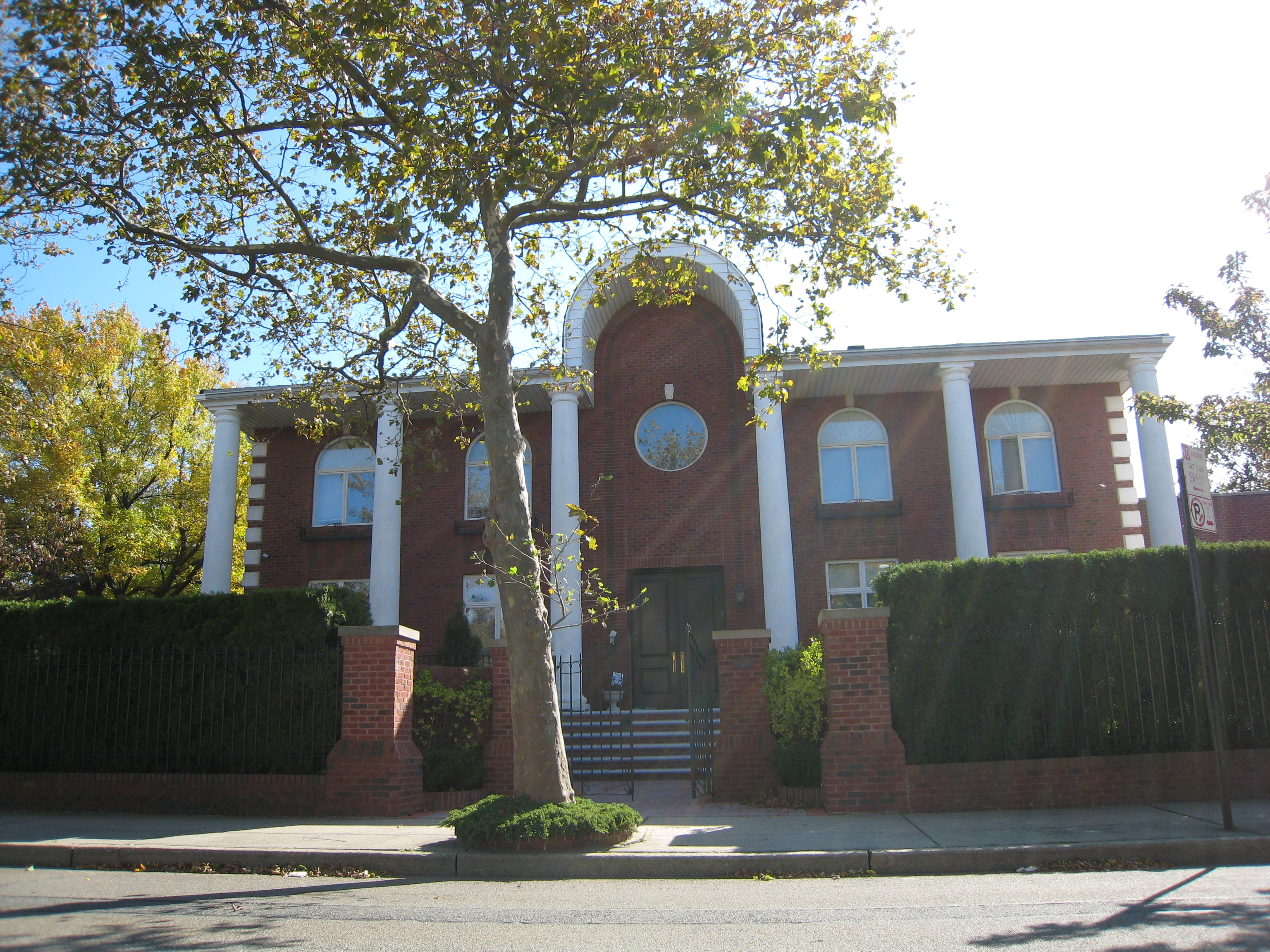
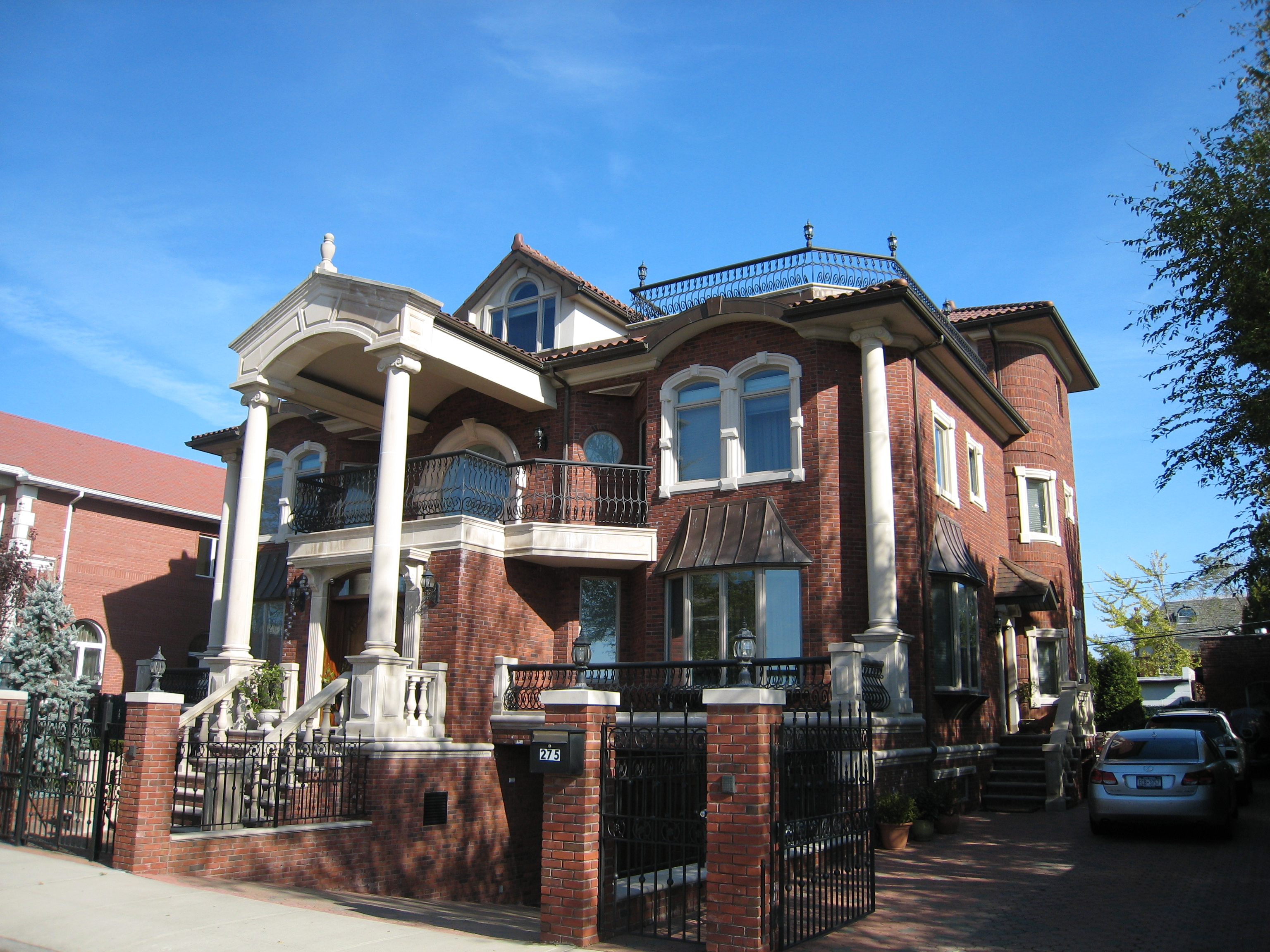
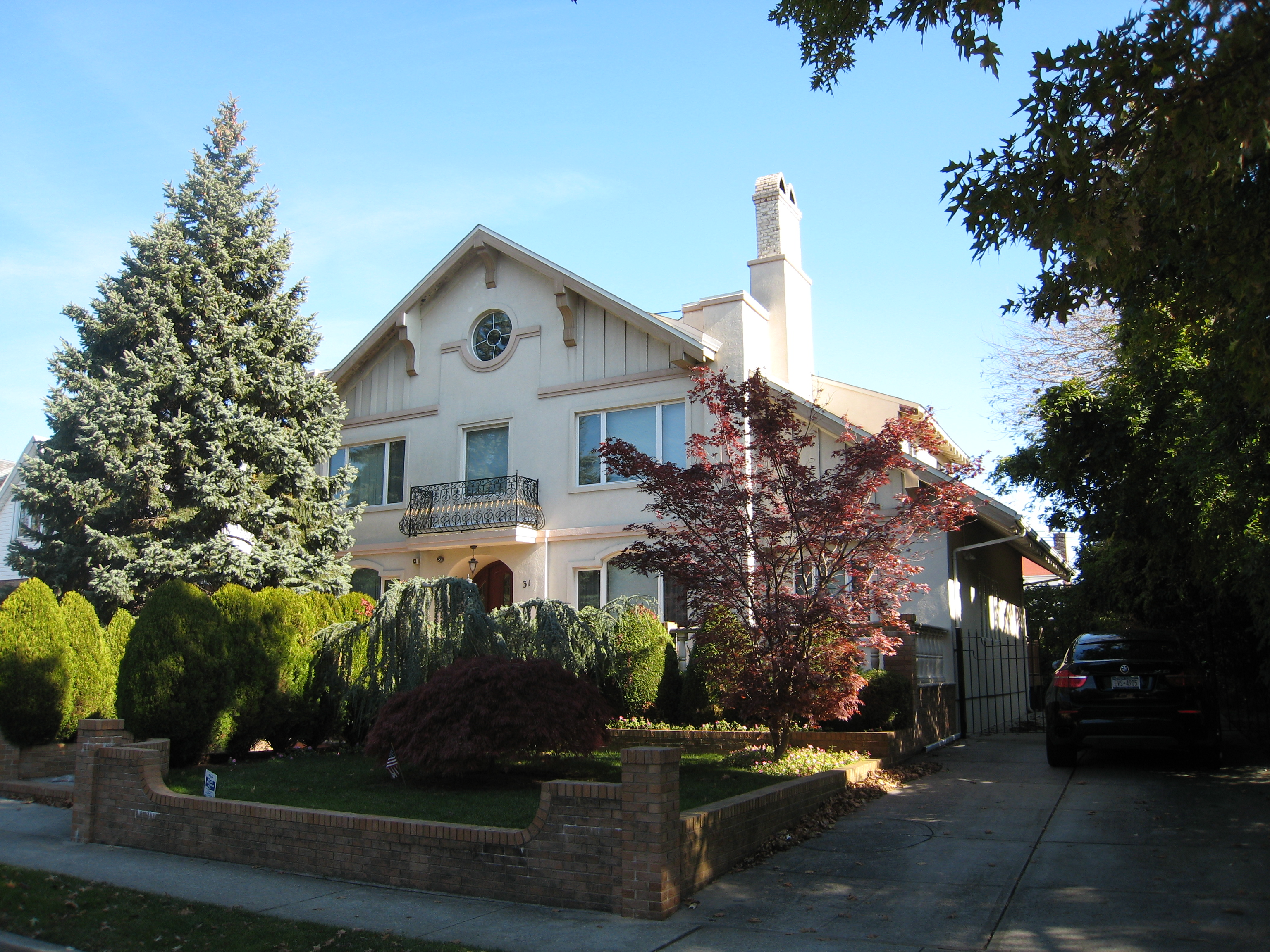
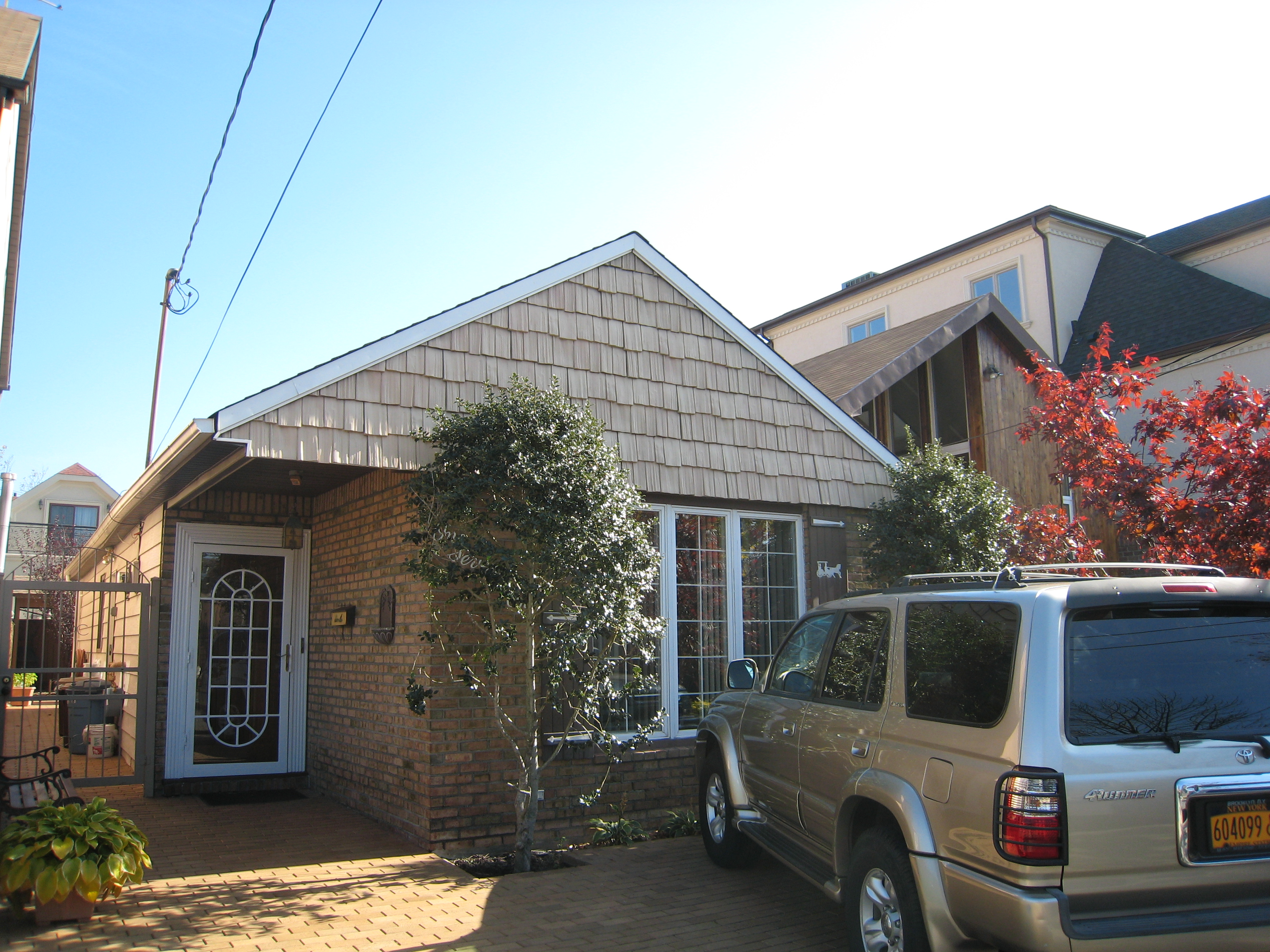
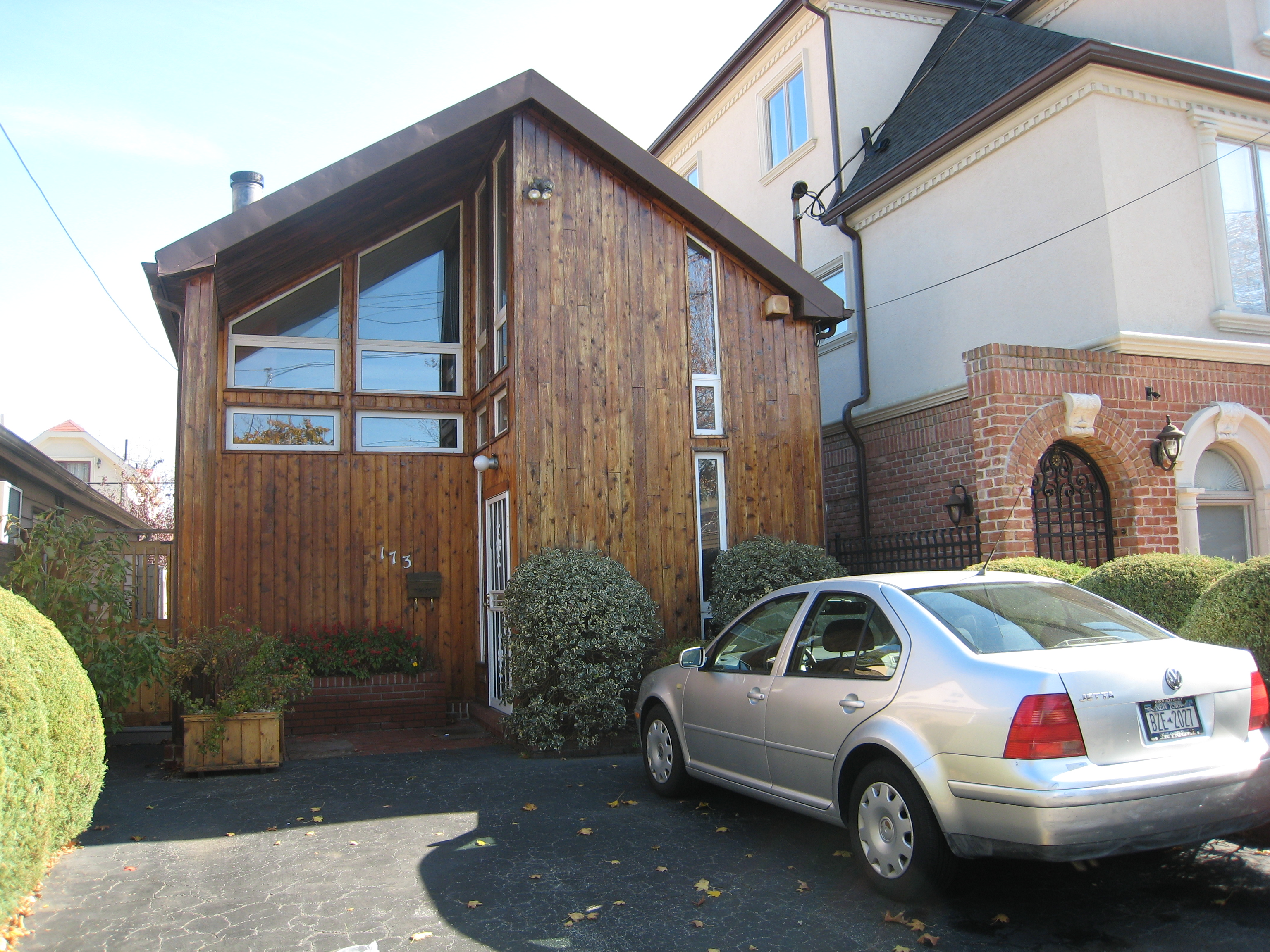
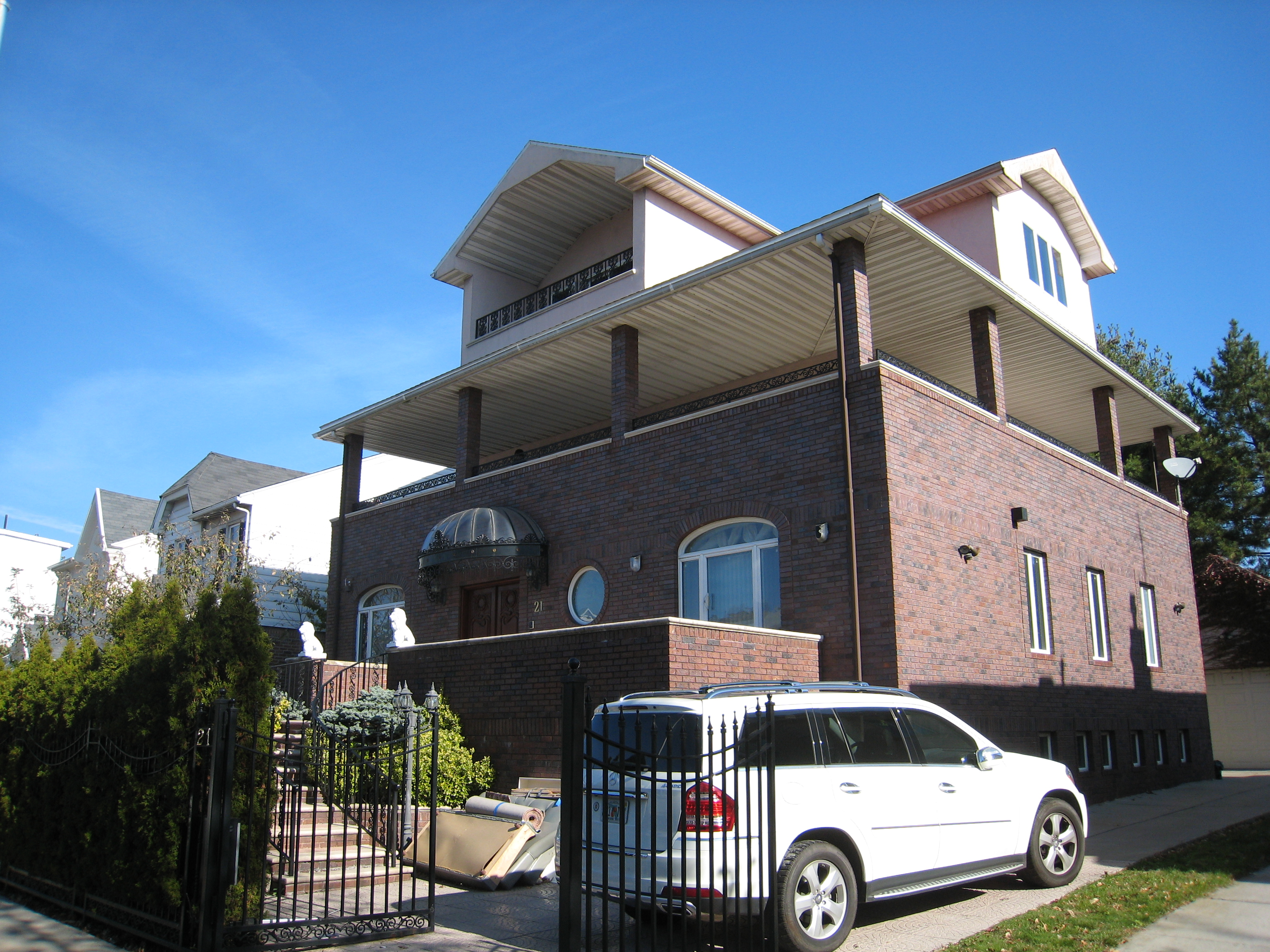
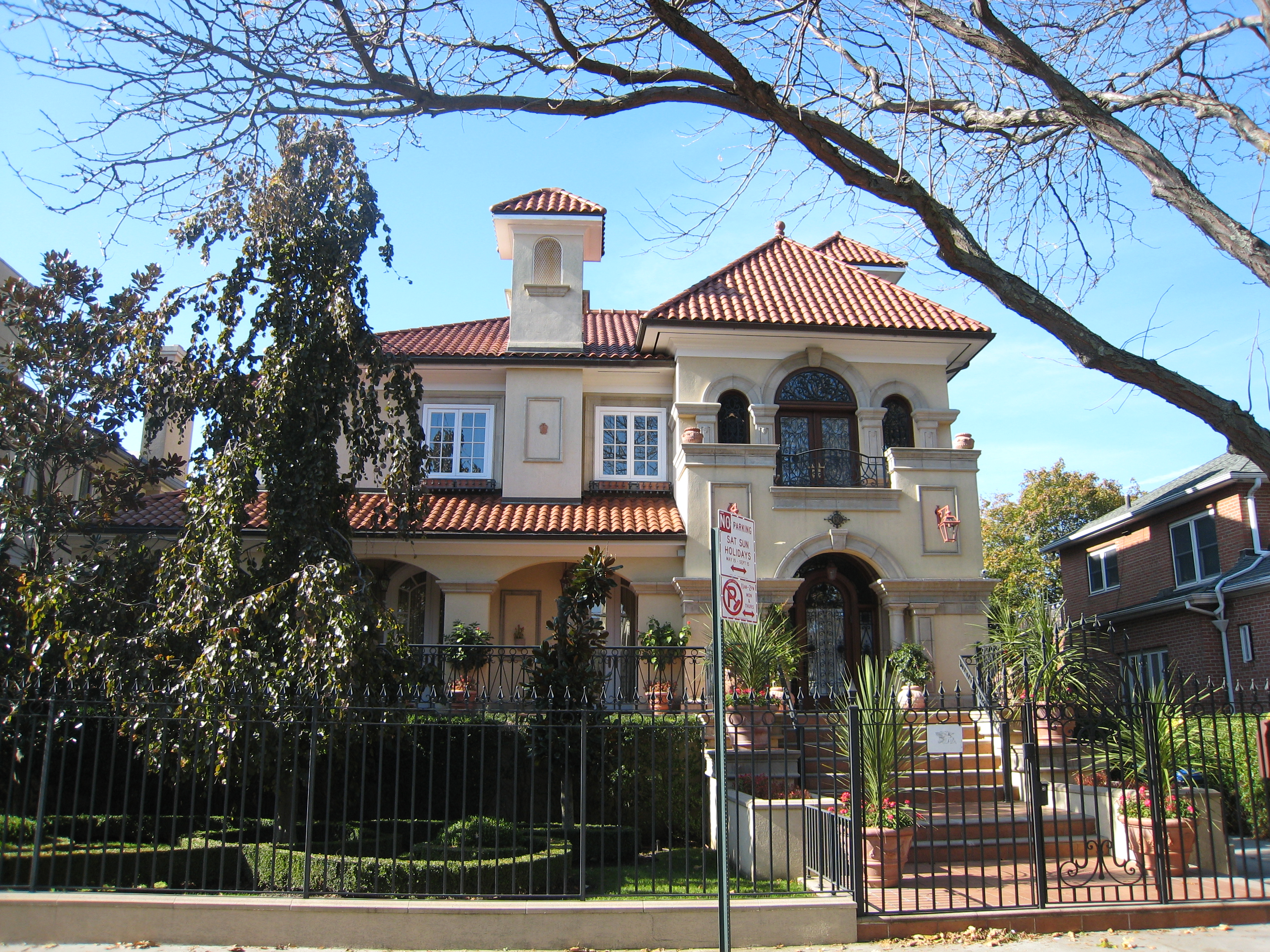
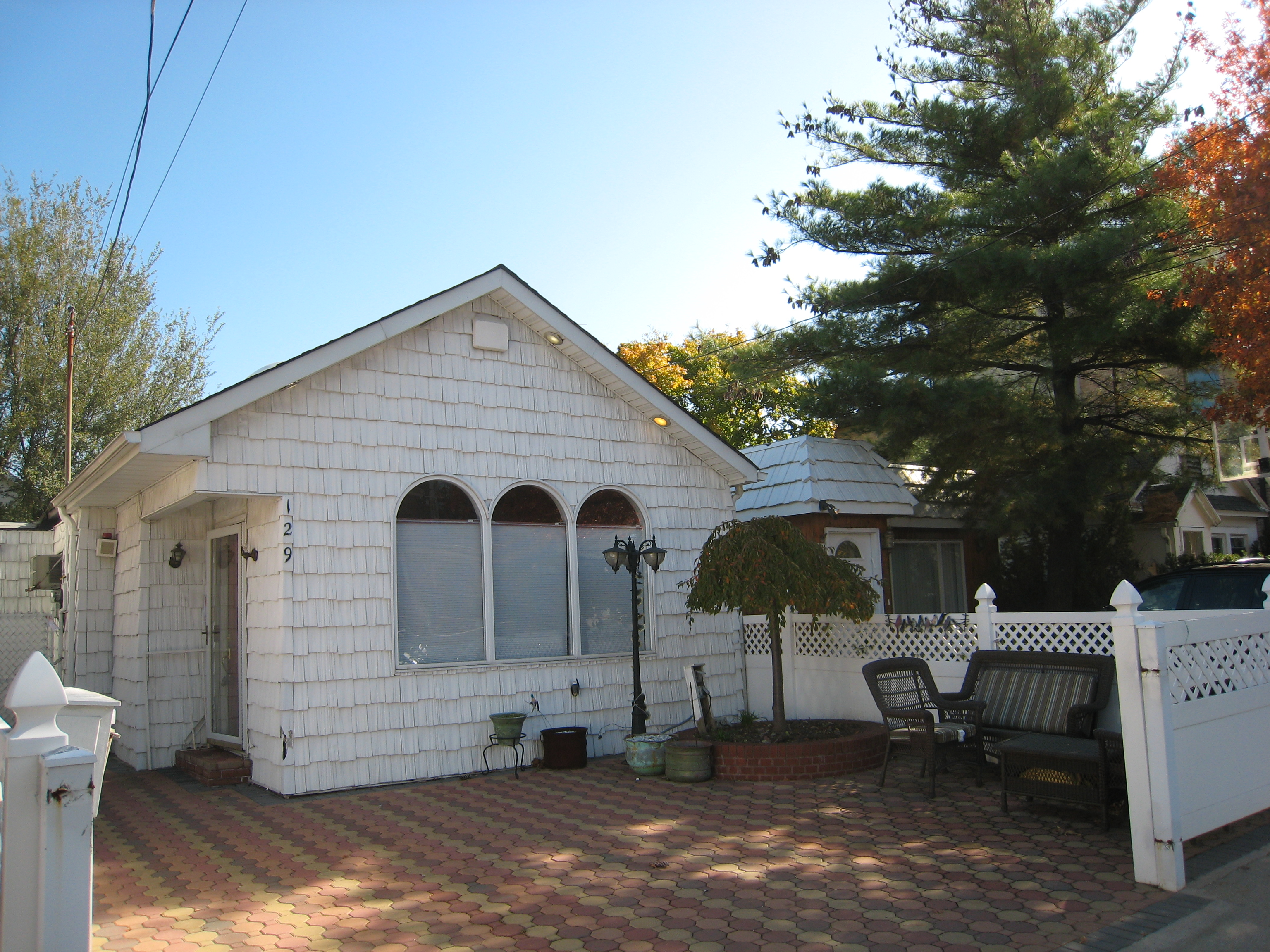
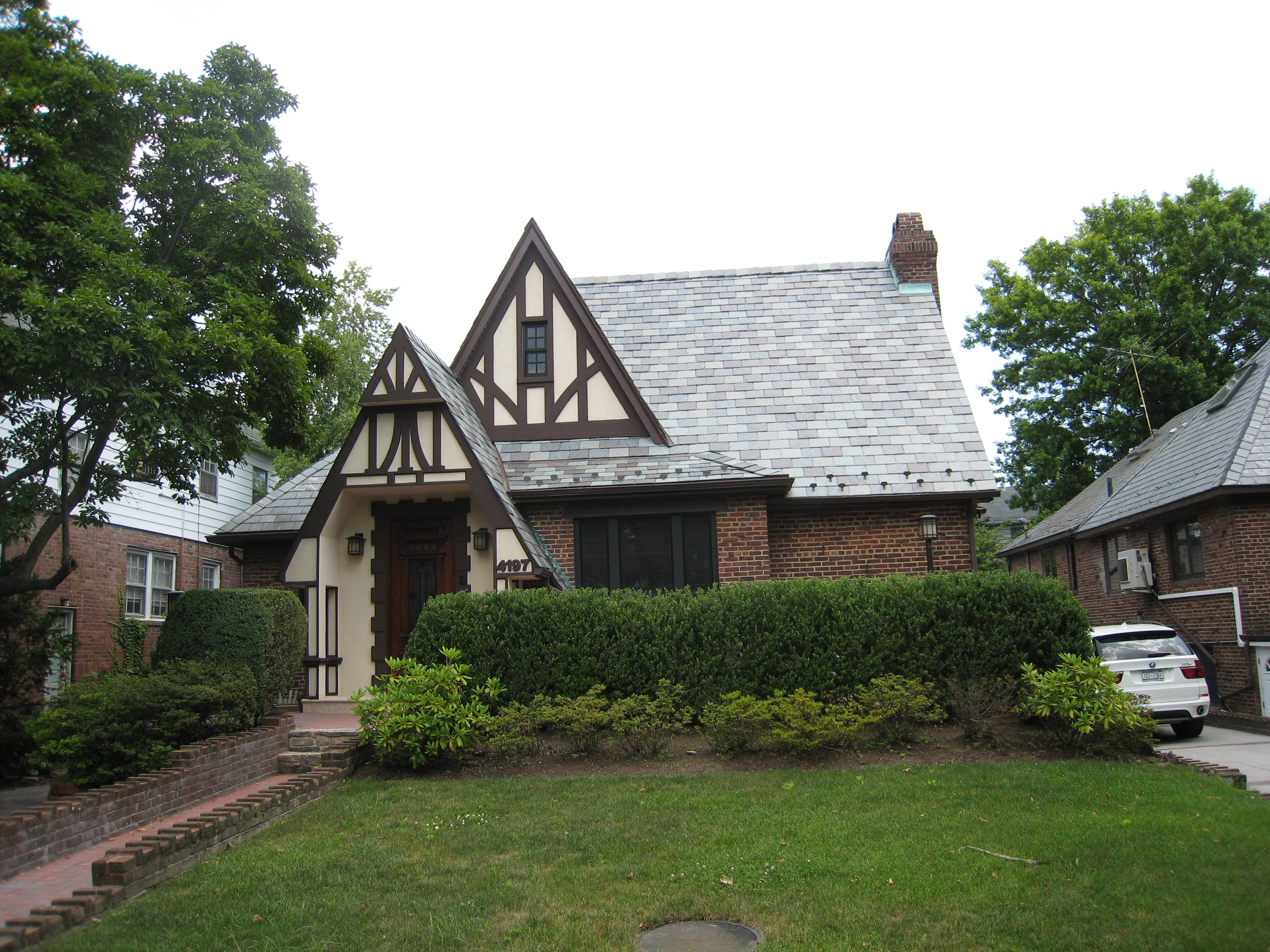
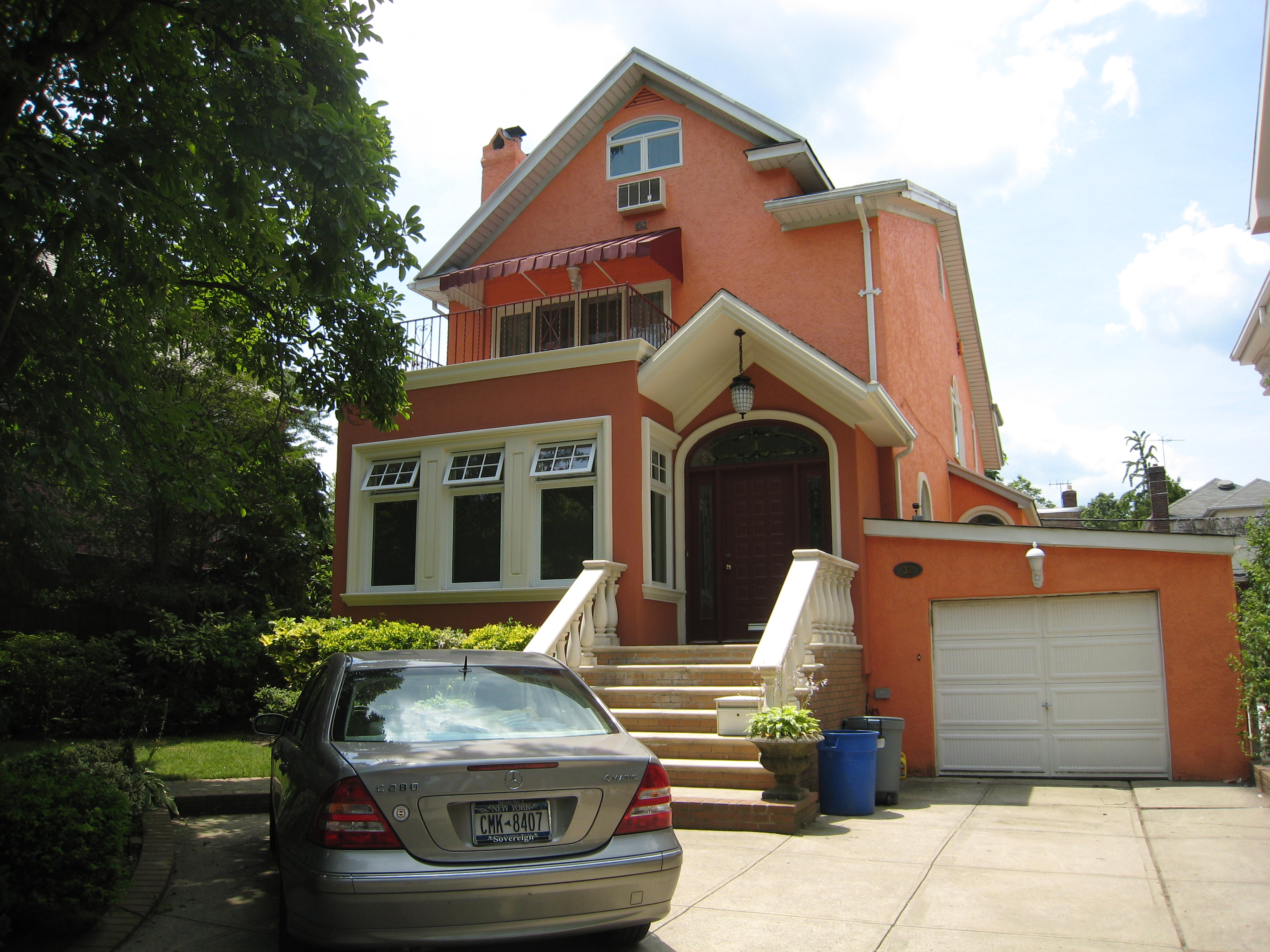
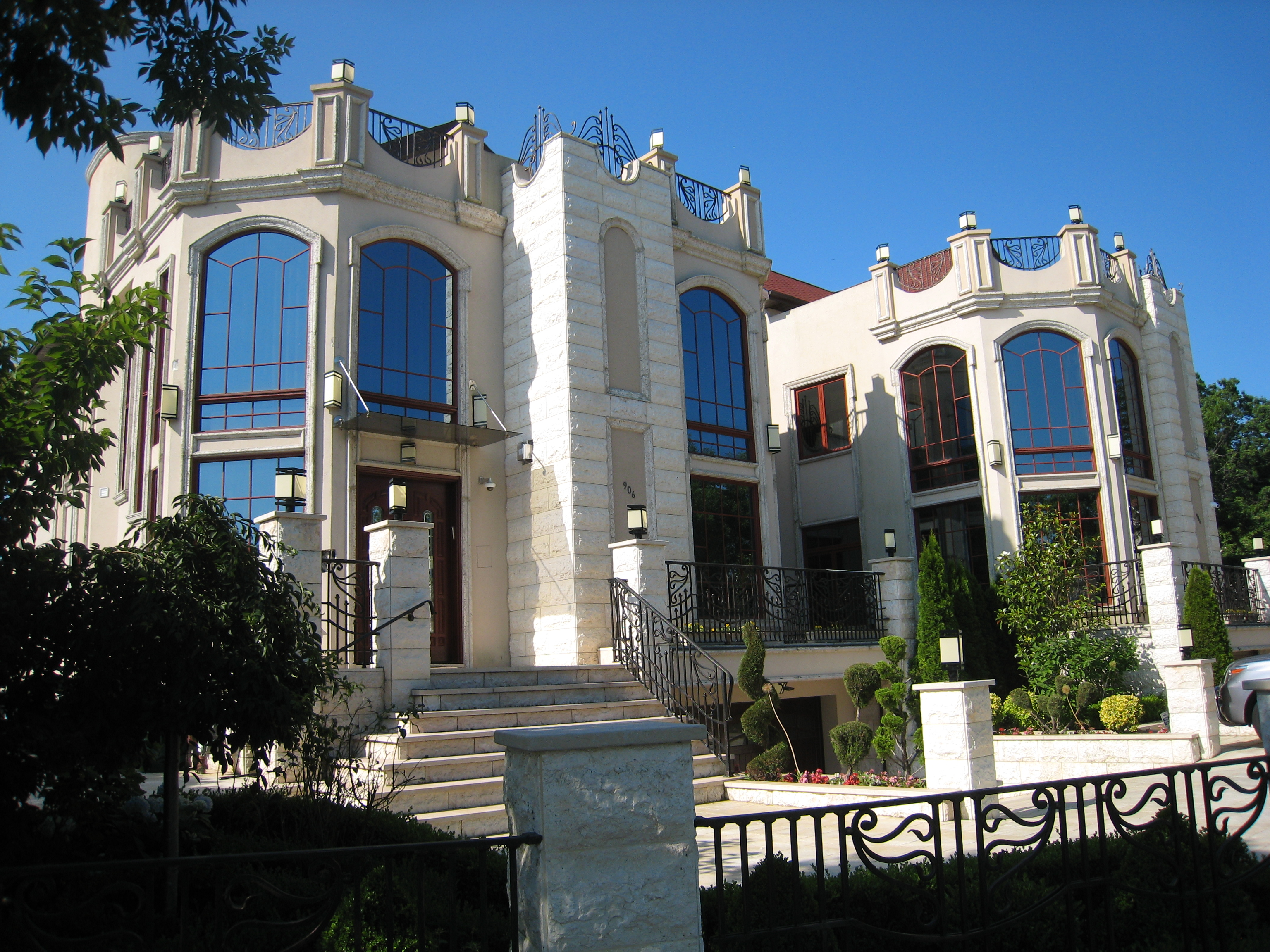